# Vito Pallavicini
 (octobre 2013).
Si vous disposez d'ouvrages ou d'articles de référence ou si vous connaissez des sites web de qualité traitant du thème abordé ici, merci de compléter l'article en donnant les références utiles à sa vérifiabilité et en les liant à la section « Notes et références ».
Vito Pallavicini, né le 22 avril 1924 à Vigevano et mort le 16 aout 2007 dans la même ville, est un parolier italien.

## Biographie
Après avoir obtenu un licence en génie chimique en 1946 Vito Pallavicini travaille dans un journal, une chronique hebdomadaire locale en se consacrant au journalisme.
Tout au long de sa carrière, il a écrit des chansons pour Dalida, Mireille Mathieu, Elvis Presley, Joe Dassin, Toto Cutugno, Adriano Celentano, Gianni Morandi, Al Bano, Patty Pravo, Carmen Villani. Il a également produit le groupe Albatros pour lequel il a écrit les paroles de ses chansons.
Il a notamment produit la chanson composée par Toto Cutugno So near and yet so far chanté par Claude François.